# Heinrichsgraben
Der Heinrichsgraben ist ein kleines Tal bei Untermässing, einem Pfarrdorf der mittelfränkischen Stadt Greding im Landkreis Roth in Bayern, das vom Schmiedackerbach durchflossen wird.

## Lage
Das Tal liegt im Naturpark Altmühltal, etwa einen Kilometer östlich von Untermässing zwischen den Anhöhen Schleierberg und dem Katzenberg.

## Beschreibung
Das Schutzgebiet hat eine Gesamtfläche von 6,4 ha und wurde 1995 als geschützter Landschaftsbestandteil ausgewiesen. Es ist auch ein Geotop (576R003) und Bestandteil des Fauna-Flora-Habitat-Gebiets Trauf der südlichen Frankenalb (FFH-Nr. 6833-371; WDPA-Nr. 555521725) und des Landschaftsschutzgebiets Schutzzone im Naturpark Altmühltal (LSG-Nr. LSG-00565.01; WDPA-Nr. 396115).
Im oberen Bereich entspringt an der Malmuntergrenze die kalkreiche Schichtquelle des Schmiedackerbaches, der bis ins 19. Jahrhundert ebenfalls den Namen Heinericksgraben trug. Durch den hohen Kalkgehalt des Wassers kommt es im weiteren Verlauf auf etwa 100 m Länge zu Tuffausfällungen in Form von kleinen bemoosten Sinterbecken und Kaskaden.
Der Schmiedackerbach mündet nach 1,5 Kilometer bei Untermässing in die Schwarzach. Der teilweise schluchtartige Bachlauf ist gesäumt von einem Kalkbuchenwald mit charakteristischer Bodenvegetation. Im Frühjahr findet sich hier ein reiches Vorkommen von Märzenbecher und Bärlauch.
Das Tal ist touristisch nicht erschlossen und schwer zugänglich. Dadurch konnte der ursprüngliche Charakter der Naturlandschaft erhalten werden. Entlang des Bachlaufes befinden sich zahlreiche Siedlungsplätze vorgeschichtlicher Zeitstellung sowie ein Bestattungsplatz, die der Latène- und Urnenfelderzeit zugeordnet werden können. Zu römischer Zeit wurde die Besiedlung dort aufgegeben, denn der Limes war nur zwei Stunden Fußmarsch nach Süden hin entfernt und die Zeiten wurden zu unruhig. Aus der Zeit der Völkerwanderung fehlen ebenfalls jegliche Befunde und setzen erst mit der karolingischen Zeit sporadisch wieder ein. Die Fundstellen sind als Bodendenkmale geschützt.

## Bildergalerie

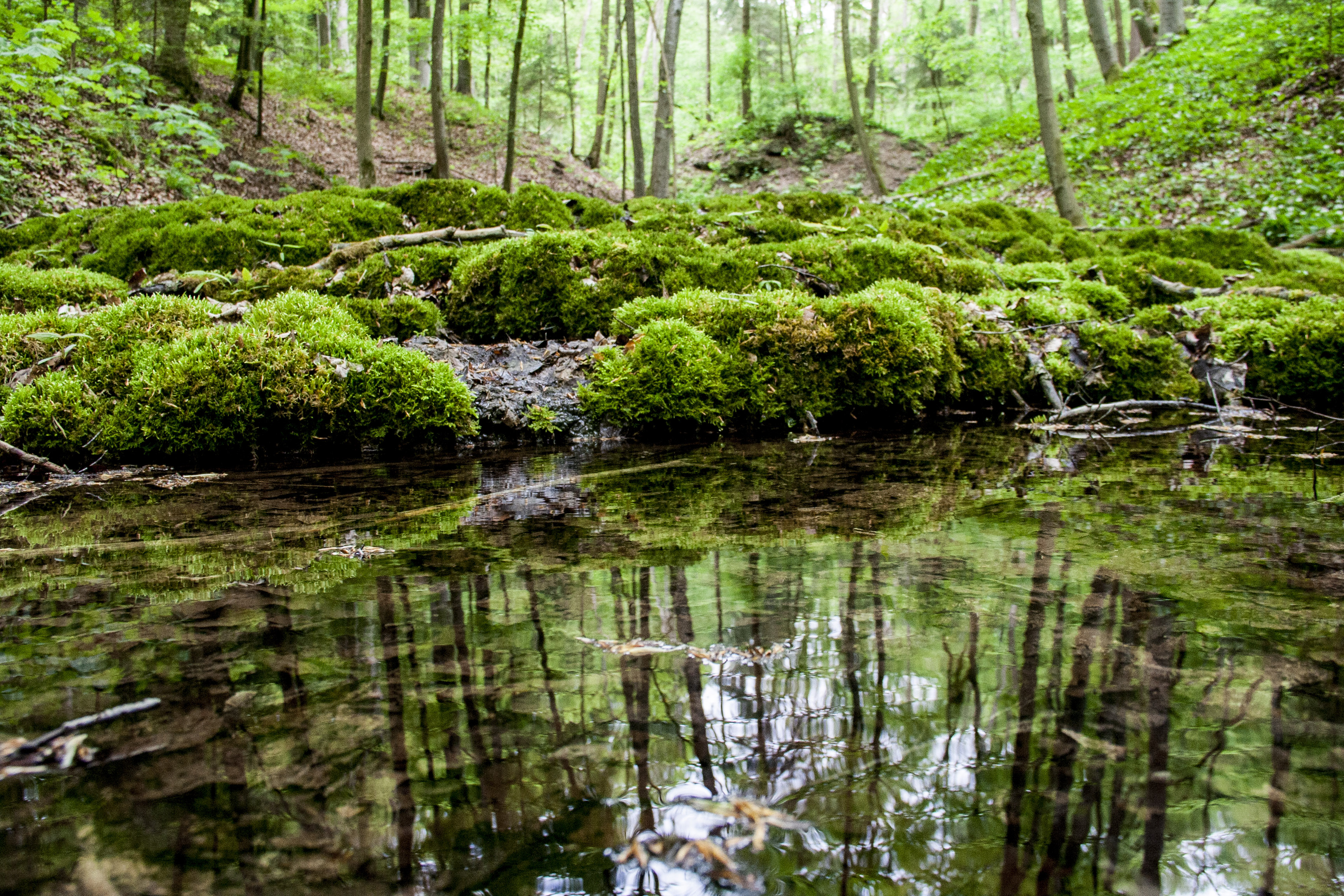
Bemoostes Sinterbecken
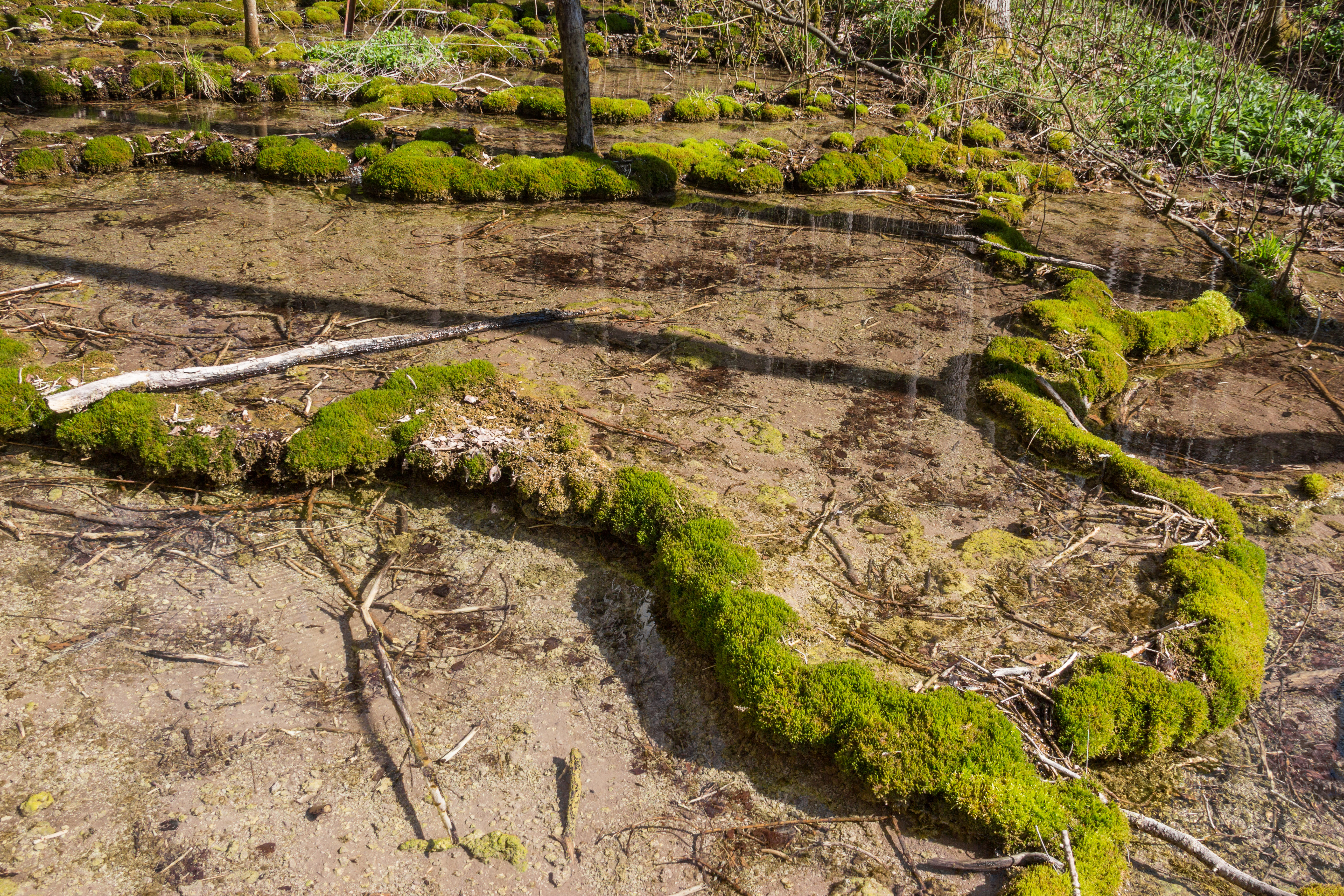
Sinterbecken
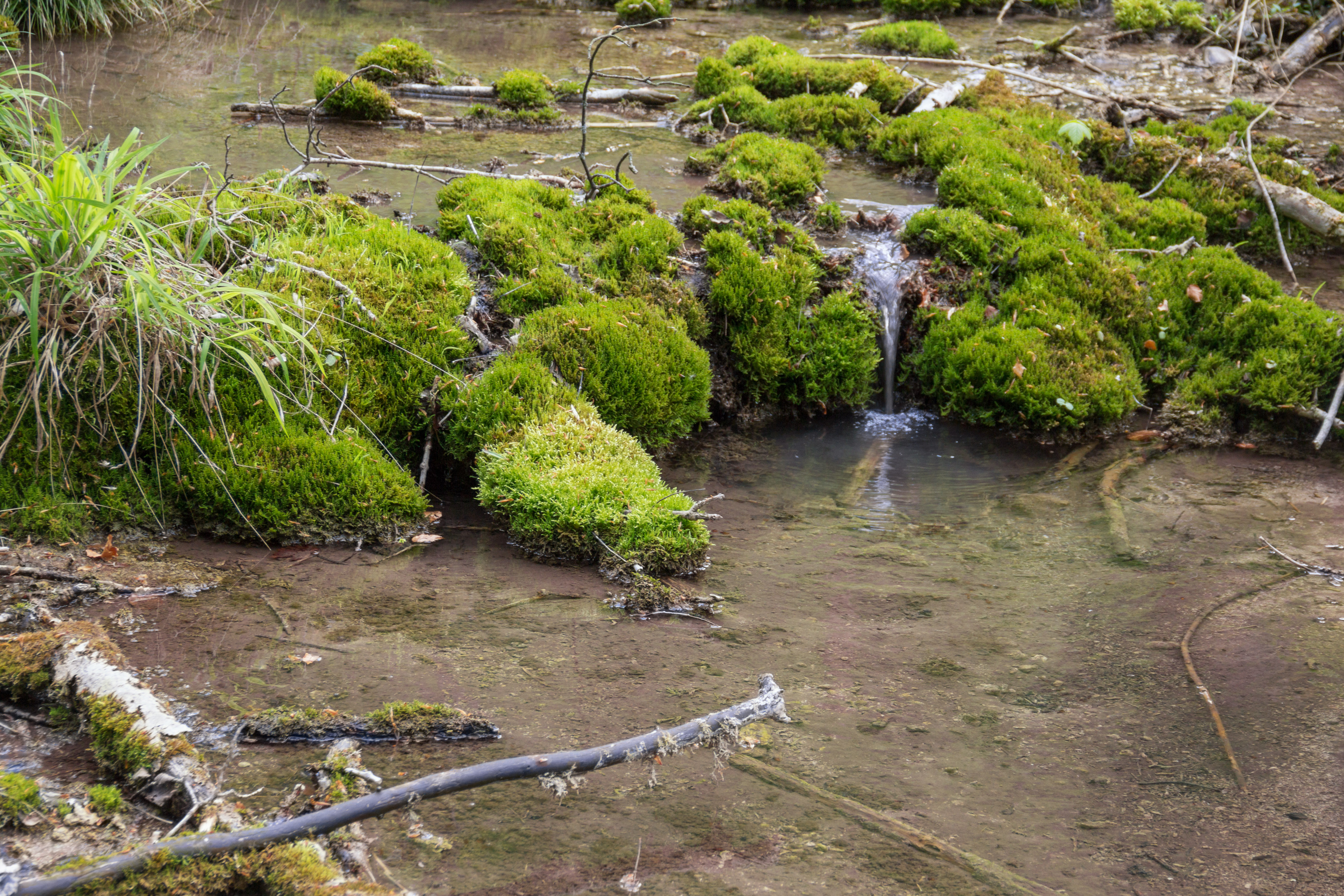
Ein kleiner "Wasserfall"
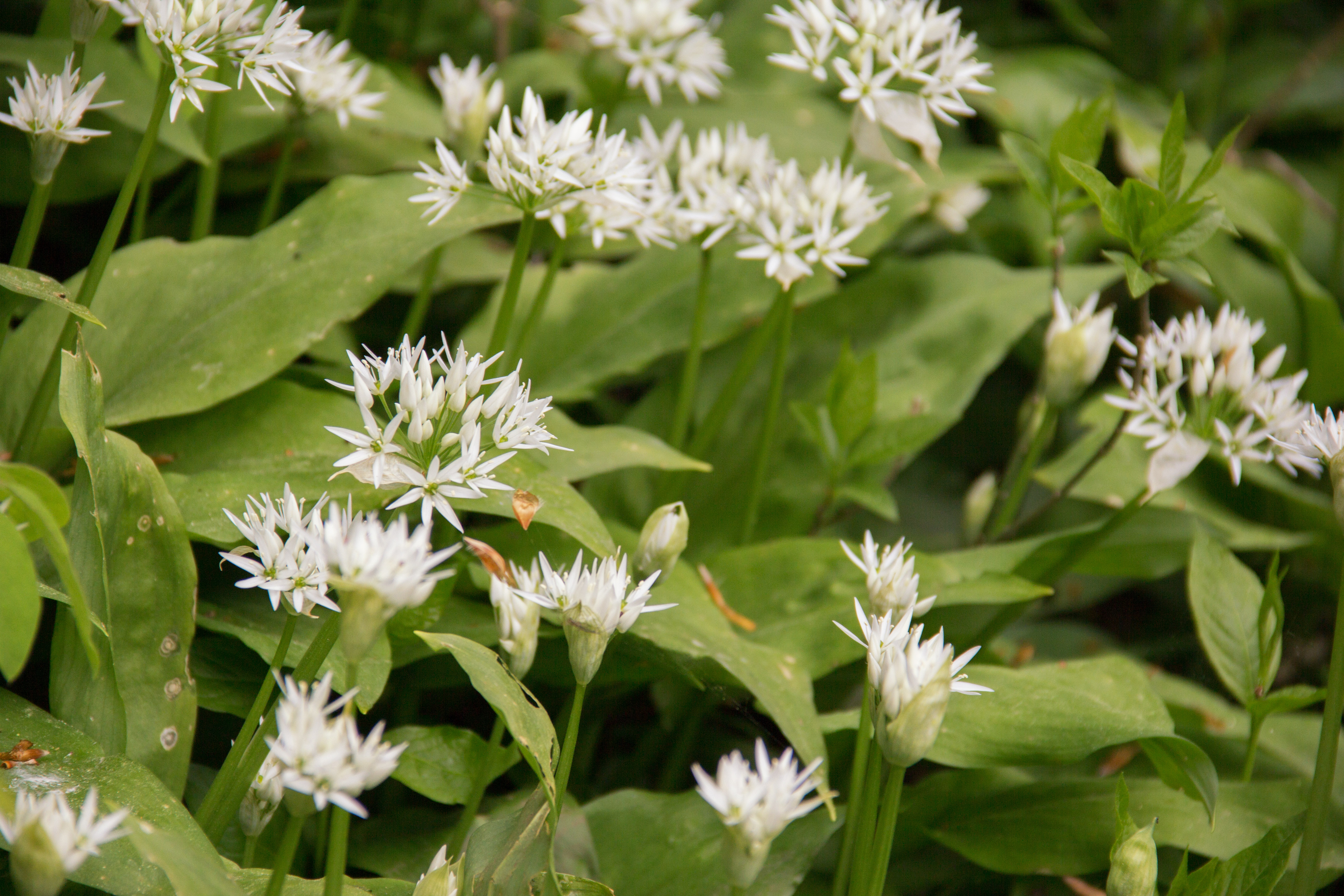
Blühender Bärlauch
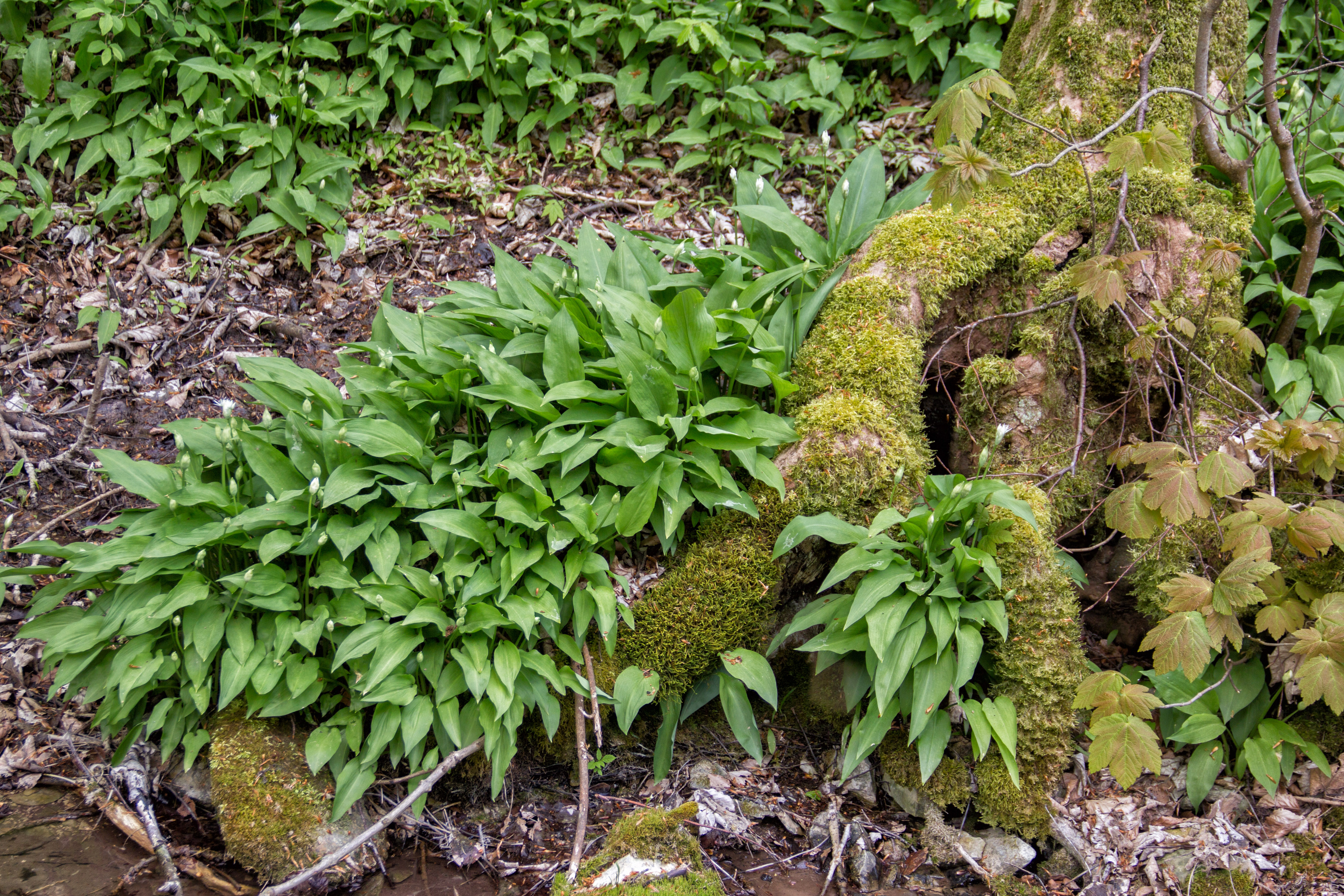
Bärlauch am Bachufer